# Imposto Único de Circulação

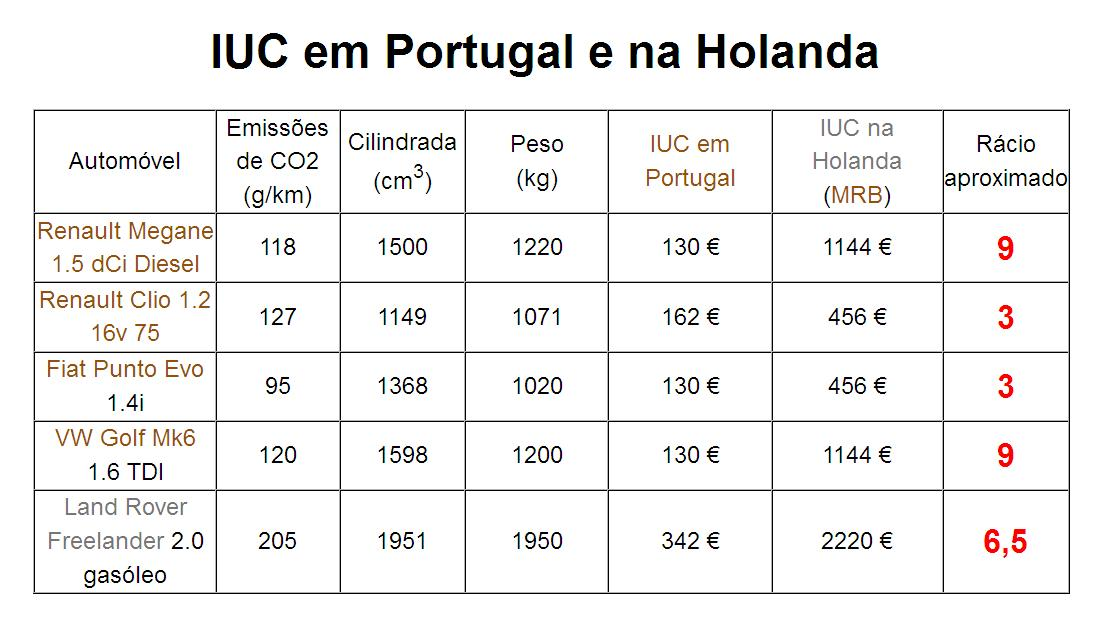
Comparativo entre o Imposto Único de Circulação em Portugal e o seu congénere holandês em 2013, para alguns dos automóveis mais vendidos em Portugal.

O Imposto Único de Circulação, com a sigla IUC e em vigor desde 2007, é o tributo contributivo e disciplinador a que estão sujeitos os proprietários de veículos em Portugal de acordo com o art. 3.º, n.sº 1 e 2 do Código do IUC (CIUC) em função do custo ambiental e viário por eles provocado segundo o art.º 1.º do CIUC. Assim sendo, na maioria dos casos, o valor do IUC depende basicamente das emissões de CO2 do veículo, da antiguidade, do combustível usado e da cilindrada do seu motor.
Ao IUC aplica-se o princípio da igualdade através do princípio da equivalência. O Legislador, a Assembleia da República, optou por onerar o sujeito, o proprietário do veículo, na medida do custo provocado devido às externalidades dos veículos motorizados, e não na medida da sua riqueza, afastando o princípio da capacidade contributiva.
Por outro lado este imposto aplica-se também aos veículos que não circulem para obrigar os seus titulares a cancelar as matrículas até que os reponham em circulação com reativação das matrículas (CIUC, art.º 17.º, n.º 3) ou os façam destruir mesmo que em bom estado nos Centros de Abate de Veículos com cancelamento definitivo da matricula.

## Sujeitos passivos
Podem ser sujeitos passivos de IUC tanto as pessoas singulares como as pessoas colectivas, sejam elas de Direito privado ou público, segundo o art. 3.º, n.º 1 e 2 do CIUC. O IUC é devido por inteiro anualmente, até ao cancelamento da matrícula, ou em virtude do abate do veículo (art. 4.º, n.º 1 e 3 do CIUC). O IUC incide sobre os veículos por categoria, nos termos da lei. No entanto, algumas características podem fundamentar a isenção dos mesmos.

## Base de incidência
Dada a sua natureza específica, o IUC incide sobre determinados elementos caracterizadores dos veículos, que serão tributados conforme a categoria em que eles se inserem. Nomeadamente, os proprietários dos veículos da categoria A, verão tributados os seus veículos em função da cilindrada, voltagem, antiguidade da matrícula e combustível. Da mesma forma, os veículos da categoria C e D serão tributados em função do peso bruto, número de eixos tipo de suspensão e antiguidade da matrícula; atenda-se, no entanto, às limitações resultantes do Direito da União Europeia.
O imposto devido resultará da aplicação da taxa correspondente a cada categoria (art. 9.º a 15.º do CIUC), de acordo com a lei em vigor no momento em que o IUC se torna exigível. A título de exemplo, obteremos a taxa a aplicar a um veículo da categoria A se o inserirmos num escalão em função do seu combustível e fizermos corresponder o ano da matrícula.

## Autoridade competente para a cobrança
A competência para a liquidação do imposto é da Autoridade Tributária e Aduaneira. A liquidação do imposto pode ser feita por qualquer serviço de finanças em atendimento ao público sempre que o sujeito passivo o solicite ou quando se verifiquem determinadas circunstâncias. Alternativamente, a liquidação poderá ser efectuada na Internet pelo próprio sujeito passivo, nas condições de registo e acesso às declarações electrónicas. Esta modalidade de liquidação é obrigatória para as pessoas coletivas.

## Pagamento do IUC
A liquidação do imposto deve ser feita dentro de um determinado prazo, o qual será diferente consoante se trata do ano da matrícula (ou registo do veículo em território nacional) ou dos anos subsequentes. Naquele, o imposto deverá ser liquidado pelo sujeito passivo nos 30 dias subsequentes ao termo do prazo legalmente estabelecido para o registo do veículo. Nestes, o imposto deve ser liquidado até ao final do mês em que se torna exigível. Finalmente, nas situações em que se reativa a matrícula cancelada, o imposto deve ser liquidado no prazo de 30 dias a contar da mesma.
Não obstante a inexistência de notificação de pagamento, a inobservância do mesmo, quando não consubstancia crime, é punível nos termos previstos pelo Regime Geral das Infracções Tributárias. Tem como consequência a apreensão ou imobilização do veículo, bem como dos documentos de circulação, até que seja realizado o pagamento em falta.

## Isenções
Segundo o n.º 1 do artigo 5.º do CIUC estão isentos deste imposto os seguintes veículos:
- Veículos da administração central, regional, local e das forças militares e de segurança, bem como os veículos adquiridos pelas associações humanitárias de bombeiros ou câmaras municipais para o cumprimento das missões de protecção, socorro, assistência, apoio e combate a incêndios, atribuídas aos seus corpos de bombeiros;
- Automóveis e motociclos da propriedade de Estados estrangeiros, de missões diplomáticas e consulares, de organizações internacionais e de agências europeias especializadas, bem como dos respectivos funcionários, quando o seu reconhecimento seja obrigatório em virtude de instrumento de direito internacional;
- Automóveis e motociclos que, tendo mais de 20 anos e constituindo peças de museus públicos, só ocasionalmente sejam objeto de uso e não efetuem deslocações anuais superiores a 500 quilómetros;
- Veículos não motorizados (bicicletas por exemplo), exclusivamente elétricos ou movidos a energias renováveis não combustíveis, veículos especiais de mercadorias sem capacidade de transporte, ambulâncias, veículos funerários e tractores agrícolas;
- Automóveis ligeiros de passageiros que se destinem ao serviço de aluguer com condutor (letra «T»), bem como ao transporte em táxi.